# Flik 9
A Fliegerkompanie 9 (rövidítve Flik 9, magyarul 9. repülőszázad) az osztrák-magyar légierő egyik repülőszázada volt. Csupán egyetlen ászpilóta, Adolf Heyrowsky szolgált a században (aki egyben a parancsnoka is volt), ő két légi győzelmet aratott.

## Története
Az első világháború kitörésekor Krakkóban állomásozó egységet visszarendelték Bécsbe, az asperni légibázisra. Onnan 1914. október 1-én a szerb frontra került, Kevevára repülőterére, majd a front mozgásával átköltözött a horvátországi Vinkovcébe. A Balkánról a keleti frontra vezényelték őket a galíciai Pidhajciba, majd visszakerültek Krakkó mellé. 1917 júliusában átszervezték a légierőt, a század vadászfeladatokat kapott, neve Jagdfleiger-Kompanie 9-re (Flik 9J) változott. A breszt-litovszki békekötés után 1918 áprilisában Olaszországba irányították, Borgo és Ospedaletto voltak a bázisai. A század a 11. hadsereg alárendeltségében részt vett az 1918 júniusi Piave-offenzívában, amely az osztrák-magyar erők visszavonulásával végződött.
A háború után a teljes osztrák légierővel együtt feloszlatták.   

## Századparancsnokok
- Adolf Heyrowsky százados
- Stefan Stec főhadnagy

## Ászpilóták
| Név             | A században elért győzelem |
| --------------- | -------------------------- |
| Adolf Heyrowsky | 2                          |

## Századjelzések
A századjelvény széttárt szárnyú aranysas FJI (I. Ferenc József) felirattal, fölötte vörös-arany császári korona, alatta aranyszínű pajzs, a három motívumot zöld tölgykoszorú fogja össze (a táboripilóta-jelvény mintájára). Az alsó pajzson F.K.9 felirat. A tölgykoszorú két oldalán egy-egy aranyszínű pajzs, a bal oldalin NORD/OST, a jobbon SÜD/OST felirat.
A 11. hadseregnek alárendelt repülőszázadokban a repülőgépeken a pilótafülke mögé piros törzsgyűrűt festettek fel, amelyben fehérrel kerettel tüntették fel a gép azonosító kódját. Ezt a fajta jelzést eredetileg a Flik 60J használta, a tőlük kapott repülőgépek alapján vette át a Flik 9J és a Flik 14J.

## Repülőgépek
- Lloyd C.II
- Hansa-Brandenburg C.I
- Phönix C.I
- UFAG C.I
- Phönix D.I
- Phönix D.II
- Aviatik D.I